# 胡振禔
胡振禔（1880年—1954年10月），字漪村，浙江省鎮海縣人。北洋大學堂畢業，進士。
妻李詠。子胡介峰曾任上海復旦中學校長，外孫王天凱任中國紡織工業聯合會會長，是第十一屆全國政協委員。

## 生平
- 宣統二年，北洋大學堂預科補習期滿，獎給拔貢生[3]。
- 宣統三年（1911年） 北洋大學堂法科法律學門甲班畢業[1]。
- 宣統三年（1911年）八月甲子引見，賞給進士出身，並授職翰林院編修[4][5]。
- 民國元年8月16日，任司法部僉事[6]。
- 民國元年8月17日，派司法部民事司第二科辦事[7]。
- 民國3年7月31日，充補司法部主事[8]。
- 民國3年8月7日，派司法部民事司知事主事[9]。
- 民國6年3月9日，派司法部總務廳第五科主事[10]。
- 民國7年6月7日，署理司法部僉事[11]。
- 民國7年6月7日，派司法部刑事司僉事[11]。
- 民國7年6月24日，署司法部僉事[12]。
- 民國7年6月24日，任司法部僉事[12]。
- 民國7年9月4日，派充司法部刑事司第二科主任[13]。
- 民國10年9月8日，任司法部僉事[14]。
- 民國13年3月20日，派司法官再試典試委員[15]。
- 民國13年4月24日，升用司法部簡任職存記[16]。
- 民國16年4月7日，懇請辭職司法部僉事[17]。
- 後定居上海，以律師為業。中華人民共和國成立前後到上海一家投資公司工作，直到1954年逝世，享壽75歲[2]。